# Double Decades
『double Decades』（ダブル・ディケイズ）は、日本の音楽ユニット・fripSideが2022年10月19日にNBCユニバーサル・エンターテイメントジャパンから発売した4枚目(第3期1枚目)のコンピレーションアルバムである。

## 内容
オリジナルアルバムとしては第2期fripSideラストアルバム『infinite synthesis 6』から約7ヶ月ぶりのアルバム。
『20th Anniversary Concept Album』とされており、第3期初のコンピレーションアルバムである。
第3期初のオリジナルアルバム『infinite Resonance』と同時発売された。

初回限定盤として『double Decades』と『infinite Resonance』のCD2枚とBlu-ray1枚のセットとなったものが発売され、通常盤としてCDのみの単体販売もされている。
初回限定盤には『infinite Resonance』のリード曲「infinite Resonance」のミュージック・ビデオとメイキング映像、今作のスポットCM映像を収録したBlu-rayが同梱されている。

## 収録曲
1. double Decades [6:17]
作詞・作曲：八木沼悟志
編曲：八木沼悟志・齋藤真也
ボーカル：nao、南條愛乃、上杉真央、阿部寿世
今作の表題曲であり、リード曲。
歴代ボーカル4名が歌唱を担当している。
2. magicaride -version 2022- [4:38]
作詞：八木沼悟志・山下慎一狼
作曲・編曲：八木沼悟志
第1期5thアルバム『split tears』及び第2期4thアルバム『infinite synthesis 3』収録曲のセルフカバー。
2番の歌詞の最初が第2期の時からまた変更されているのが特徴。
3. BLACKFOX -version 2022- [4:25]
作詞・作曲・編曲：八木沼悟志
アニメ映画『BLACKFOX』前売り券特典CD及び第2期ベストアルバム『the very best of fripSide 2009-2020』収録曲のセルフカバー。
4. trusty snow -version 2022- [5:14]
作詞・作曲・編曲：八木沼悟志
第2期1stアルバム『infinite synthesis』収録曲のセルフカバー。
5. fermata〜Akkord:fortissimo〜-version 2022- [4:53]
作詞・作曲・編曲：八木沼悟志
第2期3rdアルバム『infinite synthesis 2』収録曲のセルフカバー。
6. transitory orbit -version 2022- [5:44]
作詞：nao・八木沼悟志
作曲・編曲：八木沼悟志
ボーカル：上杉真央
第1期2ndアルバム『2nd fragment of fripSide』収録曲のセルフカバー。
上杉真央ソロ曲。
7. LEVEL5-judgelight- -version 2022- [4:25]
作詞：fripSide
作曲・編曲：八木沼悟志
第2期2ndシングル『LEVEL5-judgelight-』及び第2期1stアルバム『infinite synthesis』収録曲のセルフカバー。
8. come to mind -version 2022- [5:39]
作詞：八木沼悟志・nao
作曲・編曲：八木沼悟志
第1期1stアルバム『first odyssey of fripSide』及び第2期2ndアルバム『Decade』収録曲のセルフカバー。
9. crescendo -version 2022- [4:26]
作詞：山下慎一狼
作曲・編曲：八木沼悟志
第1期ベストアルバム『the very best of fripSide 2002-2006』及び第2期4thアルバム『infinite synthesis 3』収録曲のセルフカバー。
10. sister’s noise -version 2022- [4:21]
作詞・作曲・編曲：八木沼悟志
第2期6thシングル『sister's noise』及び第2期2ndアルバム『infinite synthesis 2』収録曲のセルフカバー。
11. before dawn daybreak -version 2022- [4:14]
作詞：八木沼悟志・山下慎一狼
作曲・編曲：八木沼悟志
ボーカル：阿部寿世
第1期5thアルバム『split tears』及び第2期コンピレーションアルバム『fripSide PC game compilation vol.2』、『crossroads』収録曲のセルフカバーであり、3度目のセルフカバー。
阿部寿世ソロ曲。

## 参加ミュージシャン

### CD
fripSide
- nao：Vocal  (#1)
- 南條愛乃：Vocal  (#1)
- 阿部寿世：Vocal  (#1,2,3,4,5,7,8,9,10,11)
- 上杉真央：Vocal  (#1,2,3,4,5,6,7,8,9,10)
- 八木沼悟志：Keyboard、Synthesizer 、programming

Additional Musician
- a2c：Guitar (#1,2,7,9,10)
- 城石真臣：Guitar (#3)
- 海老澤祐也：Guitar (#4,8)
- 戸口田隆広：Guitar (#5,11)
- 齋藤真也：keyboards＆programming

## タイアップ
原曲のものを記載。
- Windows 2000/XP/Vista専用ゲームソフト『マジカライド』オープニング曲 (#2)
- 東映ビデオ配給アニメーション映画『BLACKFOX』主題歌 (#3)
- PlayStation Vita専用ゲームソフト『カデンツァ フェルマータ アコルト：フォルテシモ』主題歌 (#5)
- 独立放送局・TBS系列アニメ『とある科学の超電磁砲』後期オープニングテーマ (#7)
- PC用ゲーム『風が吹く街』エンディング採用予定曲 (#9)
- 独立放送局・TBS系列アニメ『とある科学の超電磁砲S』前期オープニングテーマ (#10)
- Windows 2000/XP/Vista専用ゲームソフト『Before Dawn Daybreak 〜深淵の歌姫〜』主題歌 (#11)